# Stanisław Łobaczewski
Stanisław Andrzej Łobaczewski herbu Jastrzębiec (ur. 17 listopada 1866 w Rymanowie, zm. ?) – polski właściciel ziemski, prawnik, adwokat, działacz społeczny.

## Życiorys
Stanisław Andrzej (niekiedy Jędrzej) Łobaczewski urodził się 17 listopada 1866 w Rymanowie (według innej wersji w pobliskiej Posadzie Górnej). Wywodził się z rodu Łobaczewskich herbu Jastrzębiec, używających przydomku „Wnuczek”. Był synem Erazma (zm. 1899, adwokat, burmistrz Sanoka i Przemyśla, właściciel Zagórza) i Władysławy Marianny z domu Rittelschild. Jego rodzeństwem byli: Zygmunt (1869-1937) i Wawrzyniec (1875-1940) – obaj pułkownicy kawalerii Wojska Polskiego oraz siostra Maria Celestyna Helena.
Kształcił się w C. K. Gimnazjum w Przemyślu, które ukończył w 1884. Ukończył studia uzyskując tytuł naukowa doktora praw. W 1894 był dep. adwokackim w Sanoku.
Przejął po ojcu majątek i został właścicielem Zagórza. W 1905 Stanisław Łobaczewski posiadał we wsi obszar 531,7 ha i pozostawał właścicielem w kolejnych latach. Na jego własności była wydobywana ropa naftowa. W 1905 przekazał 1000 koron na rzecz Polskiego Towarzystwa Gimnastycznego „Sokół”, a rodzina Łobaczewskich odstąpiła grunt w Zagórzu celem budowy miejscowej sokolni. Właścicielem ziemskim w Zagórzu został także jego brat Zygmunt, który w 1911 jako właściciel tabularny wraz z wspólnikami posiadał 525 ha. W 1909 obaj bracia był uprawnieni do wyboru posła na Sejm Krajowy Galicji.
Działał we władzach Powiatowego Towarzystwa Zaliczkowego w Sanoku, w 1904 pełnił funkcję sekretarza (prezesem był Włodzimierz Truskolaski), a 31 maja 1904 został ponownie członkiem komisji rewizyjnej. 23 listopada 1905 został wybrany członkiem zarządu i zastępcą przewodniczącego (Jana Potockiego) zarządu powiatowego w Sanoku Towarzystwa „Kółek Rolniczych” z siedzibą we Lwowie i pełnił funkcje w kolejnych latach. W 1934 wygłaszał felietony w Polskim Radiu Warszawa w ramach transmisji ze Lwowa: O muzyce prymitywnej u ludów egzotycznych jako transmisja ze Lwowa oraz Świat dziecka w muzyce.